# Vanamea symmetrica
Vanamea symmetrica är en kräftdjursart som först beskrevs av Van Name 1925.  Vanamea symmetrica ingår i släktet Vanamea och familjen Cymothoidae. Inga underarter finns listade i Catalogue of Life.